# Tory Horton
Tory Horton (Fresno, 29 novembre 2002) è un giocatore di football americano statunitense che milita nel ruolo di wide receiver per i Seattle Seahawks della National Football League (NFL).

## Carriera universitaria

### Nevada
Nella sua prima stagione all'Università del Nevada-Reno nel 2020, Horton fece registrare 20 ricezioni per 336 yard e 5 touchdown. Nella prima gara come titolare contro Fresno State totalizzò 5 ricezioni per 148 yard e 3 touchdown. Dopo la sua seconda stagione, in cui totalizzò 52 ricezioni per 629 yard e 5 touchdown, optò per cambiare istituto. Chiuse la carriera a Nevada con 72 ricezioni per 995 yard e 10 touchdown.

### Colorado State
Nel dicembre 2021 Horton annunciò che si sarebbe trasferito a Colorado State. Nelle prime quattro partite con la nuova squadra segnò 4 touchdown su ricezione. Chiuse l'annata con 71 ricezioni per 1.131 yard e 8 touchdown, venendo inserito nella formazione ideale della Mountain West Conference. Nel 2023 chiuse con chiuse con 96 ricezioni per 1.136 yard ricevute e 8 touchdown, venendo nuovamente inserito nella formazione ideale della Mountain West Conference. Nell'ultima stagione disputò solamente cinque partite, con 26 ricezioni per 353 yard e un touchdown.

## Carriera professionistica

### Seattle Seahawks
Horton fu scelto nel corso del quinto giro (166º assoluto) del Draft NFL 2025 dai Seattle Seahawks.